# Shantou Waisha Air Base
Shantou Waisha Air Base (kinesiska: 汕头外砂机场) är en flygbas i Kina. Den ligger i provinsen Guangdong, i den södra delen av landet, omkring 360 kilometer öster om provinshuvudstaden Guangzhou.
Närmaste större samhälle är Shantou, 8,2 km sydväst om Shantou Waisha Air Base. 
Genomsnittlig årsnederbörd är 1 871 millimeter. Den regnigaste månaden är maj, med i genomsnitt 377 mm nederbörd, och den torraste är oktober, med 18 mm nederbörd.